# Karlsminde langdysse
Karlsminde er en godt restaureret langdysse fra bondestenalderen (cirka 3.600 f.Kr.) i Svans i Sydslesvig. Langdyssen er som mange stendysser bygget i det kystnære område og var både gravsted og offerplads. Den er 57 m lang, 6,5 m bred og ca. 2 m høj. De fleste af de oprindelig 108 stene er bevaret in situ ( ≈ på stedet) og er orienteret øst-vest. Højen i Karlsminde består af tre kisteformede gravkamre. De tre måler ca. 2,5 meter i længden og knap 2 m i bredden. Der er mellem 5 og 7 sidesten i hvert kammer og 1 til 2 dæksten. Mellem stenene fandtes resterne af lerpuds.
Fra 1976 til 1978 blev langdyssen undersøgt og restaureret. Det midtliggende gravkammer (dysse 2) blev først opdaget ved denne restaurering. Undersøgelsen viste, at det midterste kammer oprindeligt lå i en rundhøj, som senere blev ombygget og udvidet til den nuværende langdysse med tre kamre. Restaureringen af anlægget har givet flere arkæologiske fund. Ved højens sydside fandt arkæologerne fx flere potteskår. De repræsenterer formodentlig en særlig offerskik. Foran åbningen til det midterste kammer lå en slibesten. Derudover fandtes fem håndkværne, flere pilespidser og en flintkniv. Ved nordsiden fandtes et fragment af en slebet økse. Jorden omkring langdyssen var blandet med brandlag og trækul. 
Langdyssen ligger i kommunen Vabs, cirka 20 km nordøst for Egernførde.